# Ukrzyżowany Żołnierz

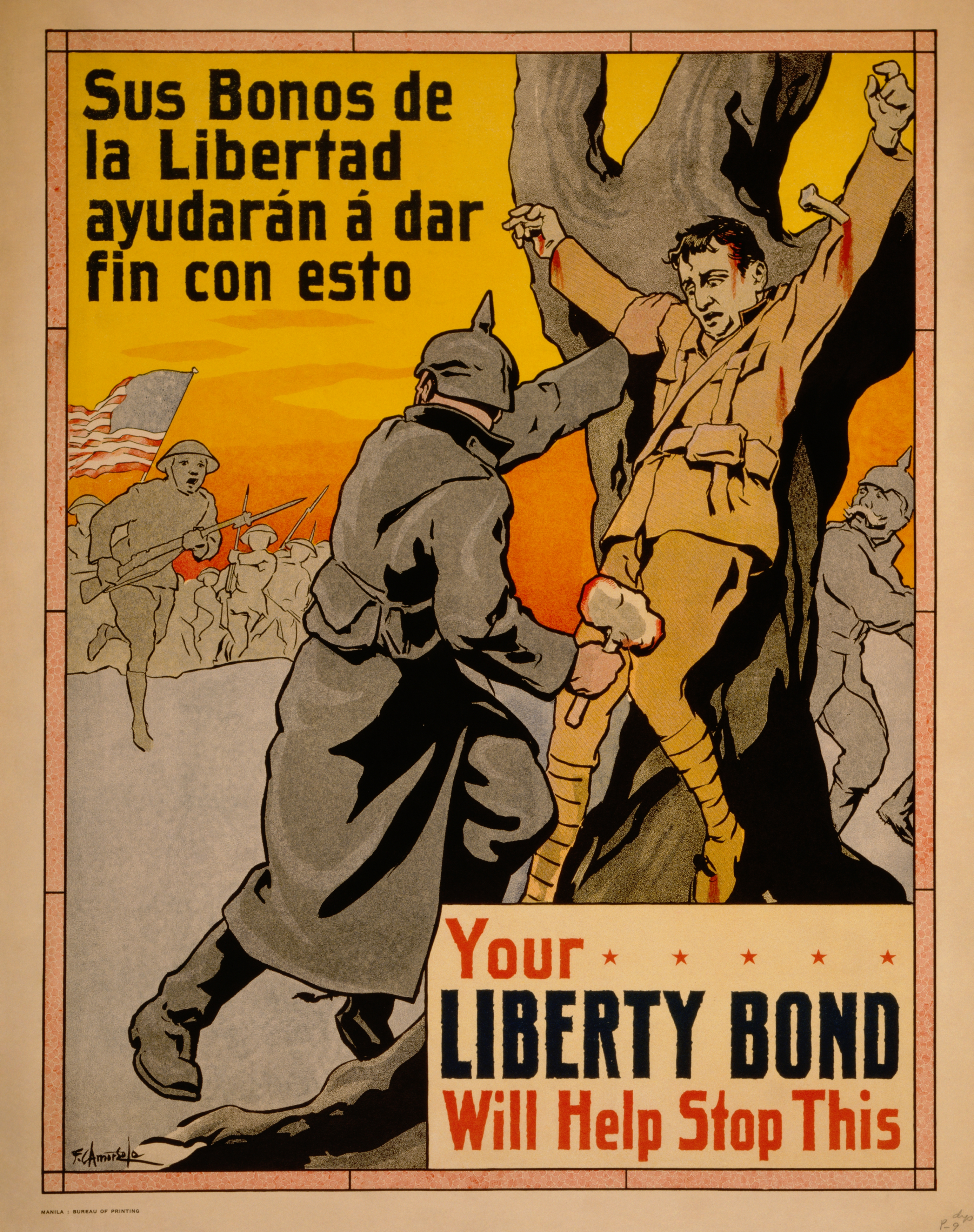
Amerykański plakat propagandowy zachęcający do inwestowania w obligacje wojenne. Na plakacie widnieje postać alianckiego żołnierza przybijanego gwoździami do drzewa przez Niemca w charakterystycznej pikielhaubie; katowanemu spieszą na pomoc Amerykanie ze swoją flagą

Ukrzyżowany Żołnierz (ang. The Crucified Soldier) – szeroko rozpowszechniona w alianckiej propagandzie opowieść o okrucieństwie Niemców wobec kanadyjskiego żołnierza, który miał zostać ukrzyżowany bagnetami na drzwiach stodoły lub na drzewie podczas walk na froncie zachodnim I wojny światowej. Trzech świadków zeznało, że widzieli niezidentyfikowanego, ukrzyżowanego kanadyjskiego żołnierza w pobliżu pola bitwy pod Ypres w Belgii, około 24 kwietnia 1915 roku, ale w czasie wojny ani na długo po niej nie znaleziono jednoznacznego dowodu na to, że takie zdarzenie rzeczywiście miało miejsce. Relacje naocznych świadków nie pokrywały się w szczegółach, w okolicy nie znaleziono ciała człowieka wskazującego na tę przyczynę śmierci i nie ustalono tożsamości rzekomo ukrzyżowanego żołnierza. Dopiero na początku XXI wieku pojawiły się poszlaki mogące potwierdzać prawdziwość tej opowieści.

## Opowieść
10 maja 1915 „The Times” opublikował krótki artykuł zatytułowany Torture of a Canadian Officer (Tortury kanadyjskiego oficera) jako pochodzący od korespondenta paryskiego. Według artykułu, kanadyjscy żołnierze ranni pod Ypres opowiedzieli, jak jeden z ich oficerów został ukrzyżowany na ścianie „bagnetami wbitymi przez ręce i stopy”, później kolejnym bagnetem przebity przez gardło i wreszcie „podziurawiony kulami”. Żołnierze powiedzieli, że widzieli go Królewscy Fizylierzy Dublińscy i że słyszeli, jak rozmawiali o tym ich oficerowie.
Dwa dni później, 12 maja, w Izbie Gmin Zjednoczonego Królestwa Robert Houston zapytał podsekretarza stanu ds. wojny Harolda Tennanta, „czy ma jakiekolwiek informacje dotyczące ukrzyżowania trzech kanadyjskich żołnierzy schwytanych niedawno przez Niemców, którzy przybili ich bagnetami do boku drewnianej szopy?”. Tennant odpowiedział, że do War Office nie dotarła jeszcze żadna informacja o popełnieniu takiej zbrodni. Houston zapytał następnie, czy Tennant wiedział, że kanadyjscy oficerowie i żołnierze, którzy byli naocznymi świadkami incydentów, złożyli zeznania pod przysięgą i czy dowódca w Boulogne nie zwrócił na nich uwagi War Office. Stwierdzono wówczas, że zostanie przeprowadzone dochodzenie.
15 maja „The Times” opublikował list żołnierza, zgodnie z którym ukrzyżowany żołnierz był w rzeczywistości sierżantem i został znaleziony przykuty do drewnianego ogrodzenia budynku gospodarczego. W liście dodano, że był wielokrotnie dźgany bagnetami i że na jego ciele znaleziono wiele ran kłutych. Niezidentyfikowany korespondent nie słyszał, żeby świadkami ukrzyżowania byli jacykolwiek żołnierze alianccy i skomentował, że można przypuszczać, iż mężczyzna nie żył w momencie, kiedy został ukrzyżowany.
19 maja Robert Houston powrócił do tematu w Izbie Gmin, pytając Harolda Tennanta: „czy ma jakieś oficjalne informacje, z których wynikałoby, że podczas ostatnich walk, kiedy Kanadyjczycy zostali chwilowo odepchnięci, zostali zmuszeni do pozostawienia w stodole około czterdziestu rannych towarzyszy i że po odbiciu pozycji zastali  zadźganych niemieckimi bagnetami wszystkich z wyjątkiem sierżanta i że Niemcy usunęli figurę Chrystusa z dużego wiejskiego krucyfiksu oraz przymocowali sierżanta za życia do krzyża; i czy ma świadomość, że krzyżowanie naszych żołnierzy staje się [powszechną] praktyką u Niemców?”.
Tennant odpowiedział, że władze wojskowe we Francji mają stałe instrukcje, aby przesyłać szczegóły dotyczące wszelkich zbrodni popełnionych na brytyjskich żołnierzach i że nie otrzymano żadnych oficjalnych informacji na ten temat. Dodał, że prowadzone jest dochodzenie i czynności nie są jeszcze zakończone.
Pułkownik Ernest J. Chambers, główny kanadyjski cenzor wojskowy, zaczął badać tę historię wkrótce po jej ujawnieniu. Poszukał naocznych świadków i znalazł szeregowca, który pod przysięgą zeznał, że widział trzech kanadyjskich żołnierzy przykutych bagnetami do drzwi stodoły trzy mile od St. Julien. Jednak złożone pod przysięgą zeznania dwóch angielskich żołnierzy, którzy twierdzili, że widzieli „zwłoki kanadyjskiego żołnierza przymocowane bagnetami do drzwi stodoły”, zostały następnie obalone, gdy odkryto, że ta część frontu nigdy nie była zajęta przez Niemców.
Historia trafiła na pierwsze strony gazet na całym świecie, a alianci wielokrotnie wykorzystywali rzekomy incydent w swojej propagandzie wojennej, w tym w amerykańskim filmie wojennym The Prussian Cur (1918) wyprodukowanym przez Fox Film Corporation, który zawierał sceny ukrzyżowania alianckiego żołnierza.
Robert Graves wspomina tę historię w swojej autobiografii pt. Wszystkiemu do widzenia, opisując ją jako „nieudowodnioną”.

## Wersje
Historia pojawiała się w wielu zróżnicowanych wariantach, chociaż najpopularniejsza wersja opowiadała o tym, że Niemcy schwytali kanadyjskiego żołnierza i ukrzyżowali go bagnetami na drewnianym krzyżu, a Maple Copse, niedaleko Sanctuary Wood w sektorze Ypres był najczęściej podawanym miejscem. Ofiara nie zawsze była Kanadyjczykiem: Ian Hay, który datował incydent na wiosnę 1915 roku, utrzymywał, że w ten sposób zginął Brytyjczyk i że został on ukrzyżowany na drzewie przez niemieckich kawalerzystów. Wersja, która pojawiła się w gazetach w Los Angeles, zachowała Kanadyjczyka jako ofiarę zbrodni, ale uczyniła z niego dwóch ukrzyżowanych żołnierzy.
Kanadyjski żołnierz, który rzekomo pomógł zdjąć ciało żołnierza, zasugerował, że ukrzyżowany wydawał się być sierżantem służby medycznej i prawdopodobnie pochodził z Brantford, a w pewnym momencie ofiara została nawet zidentyfikowana jako sierżant Thomas Elliott. Sam Elliott napisał jednak później do swojego lokalnego pastora, aby poinformować, że to nie on był tym człowiekiem.
Według szeregowca George'a Barriego z 13. batalionu, 24 kwietnia 1915 roku widział grupę Niemców we wsi St. Julien, która znajdowała się na tyłach 1 Dywizji Kanadyjskiej aż do ataku gazowego w dniu 22 kwietnia, kiedy to stała się linią frontu. Barrie poinformował, że widział mężczyznę w brytyjskim mundurze, który został ukrzyżowany ośmioma bagnetami.
Po przystąpieniu do wojny Stanów Zjednoczonych w 1917 roku opowieść o ukrzyżowanym żołnierzu została wykorzystana przez propagandę amerykańską. Na plakacie zachęcającym do inwestowania w obligacje wojenne drukowanym w Manili na Filipinach widnieje postać alianckiego żołnierza przybijanego gwoździami do drzewa przez Niemca w charakterystycznej pikielhaubie, któremu spieszą na pomoc Amerykanie ze swoją flagą oraz napis w języku angielskim i hiszpańskim: „Your Liberty Bond will help stop this – Sus bonos de la libertad ayudarán á dar fin con esto” („Twoje obligacje mogą to powstrzymać”).

## Kanadyjska Golgota

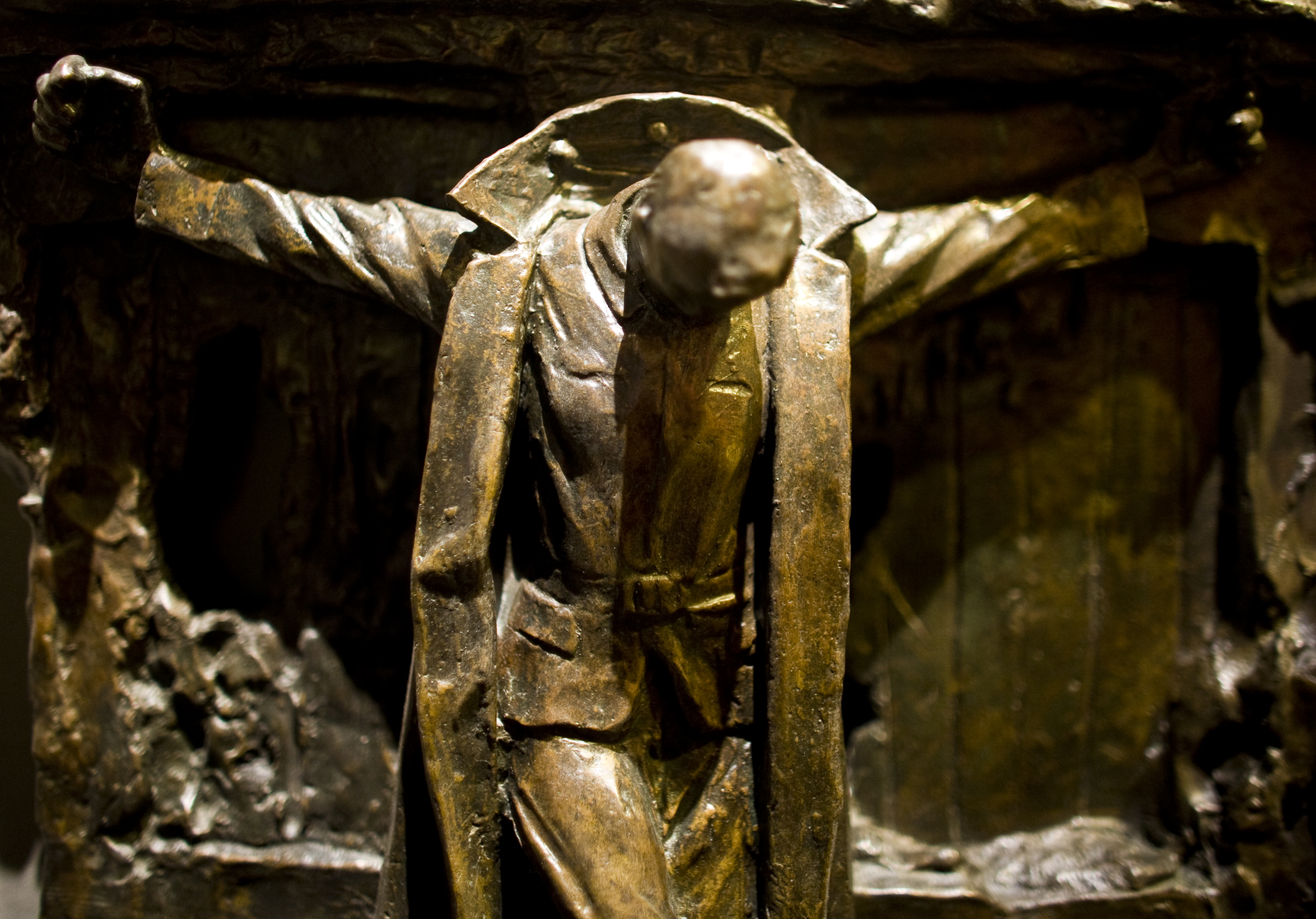
Przedstawienie ukrzyżowanego żołnierza na rzeźbie Kanadyjska Golgota autorstwa Francisa Derwenta Wooda z 1918 roku. Wystawienie dzieła było przedmiotem kontrowersji

W 1918 roku brytyjski artysta Francis Derwent Wood stworzył rzeźbę z brązu o wysokości 810 mm zatytułowaną Kanadyjska Golgota, która przedstawiała kanadyjskiego żołnierza ukrzyżowanego na drzwiach stodoły i otoczonego przez szydzących z niego Niemców. Miała być włączona do wystawy kolekcji Canadian War Memorial Fund i była szeroko nagłośniona przed otwarciem ekspozycji.
Wystawa w Burlington House w Londynie miała zostać otwarta w styczniu 1919 roku, tuż przed podpisaniem traktatu pokojowego w Paryżu. Kanadyjski premier Robert Borden chciał dalszego zbadania prawdziwości tej historii, podczas gdy rząd niemiecki formalnie zażądał, aby rząd kanadyjski publicznie przyznał, że historia ukrzyżowanego żołnierza była nieprawdziwa, albo dostarczył na nią dowodów. Oficjalną odpowiedzią Kanady wobec żądania Niemców było stwierdzenie, iż mieli oni wystarczające dowody, by wierzyć w prawdziwość relacji, m.in. że ofiarą był „sierżant Brant”. Jednak gdy Niemcy zażądali udziału w śledztwie, rzeźbę wycofano z wystawy i nie została ona ponownie pokazana publicznie aż do lat 90.
Rzeźba została zaprezentowana w 2000 roku na wystawie „Under the Sign of the Cross: Creative Expressions of Christianity in Canada” („Pod znakiem krzyża: twórcze wyrazy chrześcijaństwa w Kanadzie”) w Canadian Museum of Civilisation i ponownie wywołała kontrowersje.

## Sierżant Harry Band
Brytyjski twórca filmów dokumentalnych Iain Overton zbadał historię ukrzyżowanego żołnierza (a także inne mity z czasów I wojny światowej) w swojej rozprawie doktorskiej i rozwinął je w dokument telewizyjny, który został wyemitowany w 2002 roku jako część serii Secret History na brytyjskim Channel 4. Overton odkrył nieznane wcześniej dokumenty,  identyfikujące ukrzyżowanego żołnierza jako sierżanta Harry'ego Banda z Pułku Piechoty Kanadyjskiej Środkowego Ontario, który zaginął w akcji 24 kwietnia 1915 roku w pobliżu Ypres. Inni żołnierze z jego jednostki napisali do siostry Banda, Elizabeth Petrie, aby złożyć kondolencje, a rok później jeden z nich w końcu potwierdził w liście do niej, że jej podejrzenia, iż to jej brat był tym „ukrzyżowanym żołnierzem”, były prawdziwe. Ciała Banda nigdy jednak nie odnaleziono i jest on upamiętniony na pomniku Menin Gate, poświęconym żołnierzom Korony Brytyjskiej poległym w czasie I wojny światowej, którzy nie mają swojego grobu.
Dowody odkryte przez Overtona obejmowały napisaną na maszynie notatkę autorstwa brytyjskiej pielęgniarki znalezioną w zbiorze korespondencji wojennej Liddle Collection na Uniwersytecie w Leeds. Notatka dotyczyła rozmów kaprala C.M. Browna ze swoją pielęgniarką, panną Ursulą Violet Chaloner, której opowiedział o sierżancie Harrym Bandzie, „ukrzyżowanym po bitwie pod Ypres na drzwiach od stodoły pięcioma bagnetami”.

## Odniesienia w kulturze
Historia ta jest często wspominana w filmie Paula Grossa Passchendaele: Trzecia bitwa, chociaż główny bohater, Michael Dunne, twierdzi, że incydent ten jest wynikiem przesady i że to ogień artyleryjski był odpowiedzialny za pozorne przyszpilenie ciała żołnierza do drzwi stodoły.
Francuski żuaw zostaje ukrzyżowany przez niemieckich ułanów w wierszu Roberta W. Service'a Jean Desprez z 1916 roku (opublikowanym w Rhymes of a Red Cross Man).
Historia ukrzyżowanego żołnierza jest przywoływana w powieści Daltona Trumbo z 1938 roku pt. Johnny Got His Gun; główny bohater wspomina, że przeczytał o niej w wiadomościach.